# Engeløybroerne
67°54′28″N 15°10′46″Ø / 67.90778°N 15.17944°Ø
Engeløybroerne er to broer som forbinder Engeløya til fastlandet i Steigen kommune i Nordland fylke i Norge. Broerne blev åbnet af Hans Majestæt Kong Olav 5. i 1978 og er en del af riksvei 835.
Høybroen er en frit frembyg-bro og går fra fastlandet til Ålstadøya. Brua er 548 meter lang og har et hovedspænd på 110 meter. 
Lavbroen går fra Ålstadøya til Engeløya. Broen er 360 meter lang, med længste spænd på 24 meter.